# Вернер, Уильям
Уильям Франклин Вернер (англ. William Franklyn Verner; 24 июня 1883, Гранди — 1 июля 1966, Пинкни, Мичиган) — американский легкоатлет, дважды серебряный призёр летних Олимпийских игр 1904.
На Играх 1904 в Сент-Луисе Вернер участвовал в четырёх дисциплинах. В беге на 1500 м он занял второе место, а в командной гонке на 4 мили третью позицию, причём в итоге его команда стала второй, и в итоге Вернер получил две серебряные медали. Также он занимал шестое место в забеге на 800 м и четвёртую позицию в беге на 2590 м с препятствиями.